# Рід (футбольний клуб)
«Рід» (нім. SV Ried) — австрійський футбольний клуб із міста Рід-ім-Іннкрайс, заснований 1912 року. Виступає у найвищому дивізіоні Австрії. Домашні матчі команда проводить на стадіоні Кайне Зорґе Арена (німецькою означає «Безтурботна Арена»). Зі спонсорських причин повна назва клубу звучить SV Josko Ried.

## Досягнення
Чемпіонат Австрії
- Срібний призер (1): 2007

Кубок Австрії
- Володар кубка (2): 1998, 2011

## Виступи в єврокубках
| Сезон   | Змагання               | Раунд    | Країна      | Клуб           | Вдома | На виїзді | В сукупності |
| ------- | ---------------------- | -------- | ----------- | -------------- | ----- | --------- | ------------ |
| 1996    | Кубок Інтертото        | Група 4  | Польща      | Заглембє Любін |       | 1–2       |              |
| 1996    | Кубок Інтертото        | Група 4  | Данія       | Сількеборг     | 0–3   |           |              |
| 1996    | Кубок Інтертото        | Група 4  | Уельс       | Конві Юнайтед  |       | 2–1       |              |
| 1996    | Кубок Інтертото        | Група 4  | Бельгія     | Шарлеруа       | 1–3   |           |              |
| 1997    | Кубок Інтертото        | Група 12 | Греція      | Іракліс        | 3–1   |           |              |
| 1997    | Кубок Інтертото        | Група 12 | Мальта      | Флооріана      |       | 2–1       |              |
| 1997    | Кубок Інтертото        | Група 12 | Грузія      | Мерані         | 1–3   |           |              |
| 1997    | Кубок Інтертото        | Група 12 | Росія       | Торпедо Москва |       | 0–2       |              |
| 1998–99 | Кубок володарів кубків | 1Р       | Угорщина    | МТК Будапешт   | 2–0   | 1–0       | 3–0          |
| 1998–99 | Кубок володарів кубків | 2Р       | Ізраїль     | Маккабі Хайфа  | 2–1   | 1–4       | 3–5          |
| 2001    | Кубок Інтертото        | 1Р       | Грузія      | ВІТ Джорджія   | 2–1   | 0–1       | 2–2          |
| 2006    | Кубок Інтертото        | 2Р       | Грузія      | Динамо Тбілісі | 3–1   | 1–0       | 4–1          |
| 2006    | Кубок Інтертото        | 3Р       | Молдова     | Тирасполь      | 3–1   | 1–1       | 4–2          |
| 2006–07 | Кубок УЄФА             | 2КР      | Швейцарія   | Сьйон          | 0–0   | 0–1       | 0–1          |
| 2007–08 | Кубок УЄФА             | 1КР      | Азербайджан | Нефтчі Баку    | 3–1   | 1–2       | 4–3          |
| 2007–08 | Кубок УЄФА             | 2КР      | Швейцарія   | Сьйон          | 1–1   | 0–3       | 1–4          |
| 2011–12 | Ліга Європи            | 3КР      | Данія       | Брондбю        | 2–0   | 2–4       | 4–4          |
| 2011–12 | Ліга Європи            | ПО       | Нідерланди  | ПСВ            | 0–0   | 0–5       | 0–5          |